# Pestalosphaeria concentrica
Pestalosphaeria concentrica är en svampart som beskrevs av M.E. Barr 1975. Pestalosphaeria concentrica ingår i släktet Pestalosphaeria och familjen Amphisphaeriaceae.   Inga underarter finns listade i Catalogue of Life.